# مونته بالدو
مونته بالدو (ایتالیایی: Monte Baldo) یک رشته‌کوه از مجموعه رشته‌کوه‌های آلپ است که در دو استان ترنتو و ورونا واقع شده‌است.در غرب این رشته‌کوه، دریاچه گاردا قراردارد.